# Alice Hamilton
Alice Hamilton (Nova York, 27 de febrer de 1869 - Hadlyme, Connecticut, 22 de setembre de 1970) va ser una metgessa, investigadora i autora estatunidenca. Va ser capdavantera en l'àmbit de la salut laboral i va ser pionera en el camp de la toxicologia industrial.
Hamilton es va formar a la Facultat de Medicina de la Universitat de Michigan. La seva estada a Hull House a Chicago des de 1887 fins a 1919 la va posar en contacte amb moltes llars de classe obrera i amb els perills als quals s'enfrontaven aquelles persones en la vida laboral. Va ser professora de Patologia a la Facultat de Medicina per a Dones de la Northwestern University des del 1897. El 1919, va ser la primera dona nomenada per a un càrrec docent a la Universitat Harvard.
La seva recerca es va centrar en l'estudi de les malalties professionals i els efectes perillosos dels metalls i compostos químics de la indústria. A més del seu treball científic, Hamilton va ser una reformadora del benestar social, humanitària i activista per la pau. Va rebre nombrosos honors i premis, entre els quals el premi Albert Lasker pel Bé Públic. Hamilton va contribuir a millorar la seguretat en el treball i la seva regulació, i de vegades se li atribueix el fet que va portar a la fundació de l'Administració de Seguretat i Salut Ocupacional dels Estats Units.

## Antecedents familiars i joventut
Hamilton, filla de Montgomery Hamilton (1843-1909) i Gertrude Hamilton (el cognom de soltera de la mare era Pond) (1840-1917), va néixer el 27 de febrer de 1869 a Manhattan (Nova York). Va passar la infància a Fort Wayne (Indiana), on el seu avi, Allen Hamilton, un immigrant irlandès, s'havia establert el 1823. Alice Hamilton es va criar a la gran finca de la família del pare, que abastava una zona de tres illes del centre de Fort Wayne. La família Hamilton també va passar molts estius a Mackinac Island, (Michigan). La major part de la segona i tercera generació americana de la família Hamilton, que incloïa la família d'Alice, i els seus oncles, ties i cosins, vivien de la riquesa heretada de l'avi.

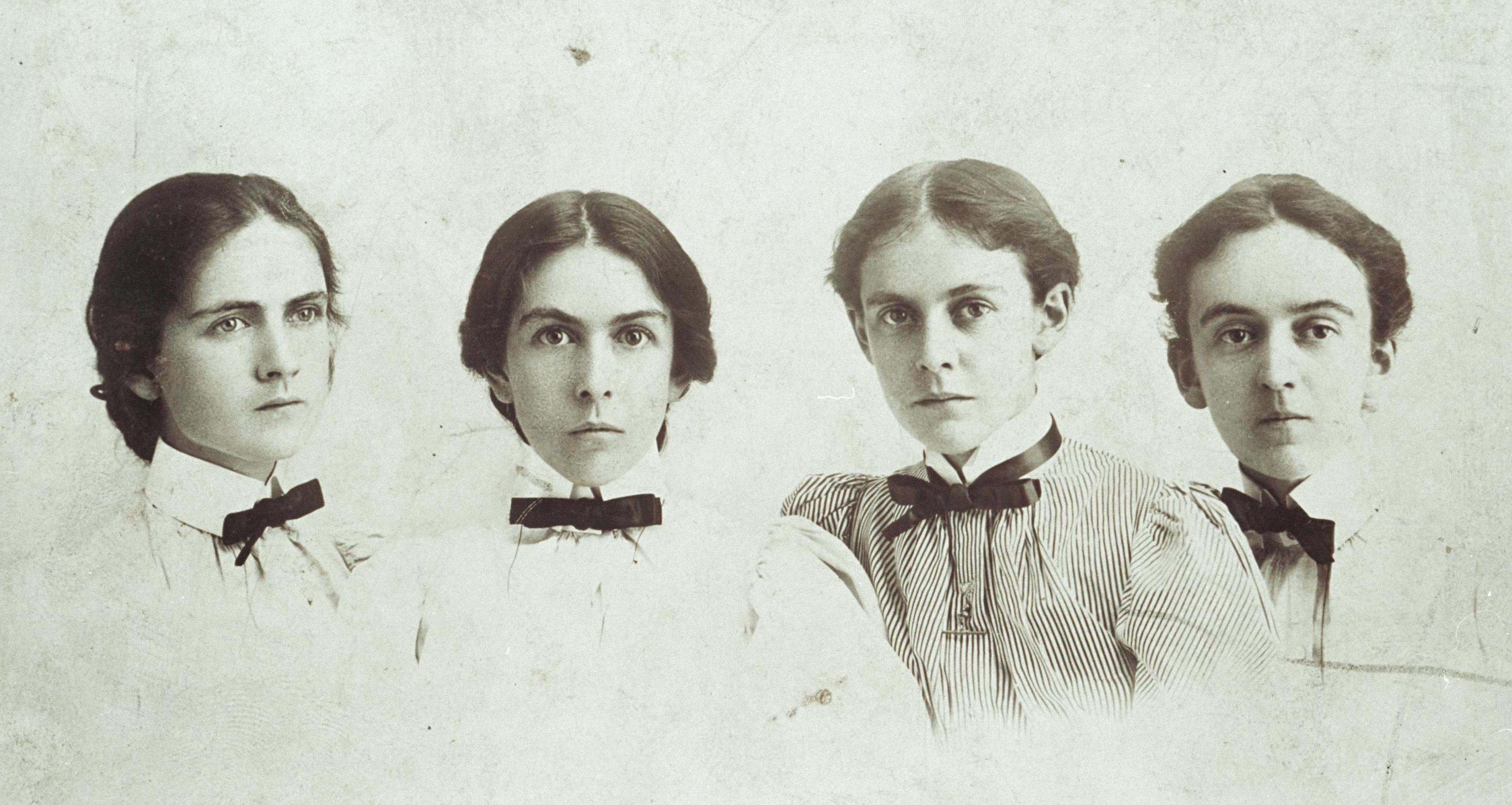
Les germanes Hamilton: Edith, Alice, Margaret i Norah

Alice Hamilton va tenir tres germanes (Edith, Margaret i Norah) i un germà (Arthur, a qui anonmenaven «Quintus»), i ella era la segona més gran dels cinc. Edith Hamilton (1867-1963), educadora i directora de l'escola Bryn Mawr de Baltimore, va arribar a ser una autora reconeguda pels seus assaigs i llibres sobre les civilitzacions grega i romana antigues. Margaret Hamilton (1871-1969), com la seva germana gran Edith, va ser educadora i directora a l'escola Bryn Mawr. Norah Hamilton (1873-1945) va ser una artista que vivia i treballava a Hull House. Arthur (1886-1967), el germà més jove (ella tenia disset anys quan va néixer el germà petit), va ser escriptor, professor d'espanyol i degà adjunt per a estudiants estrangers a la Universitat d'Illinois a Urbana-Champaign. Va ser l'únic germà que es va casar, però no van tenir descendència.

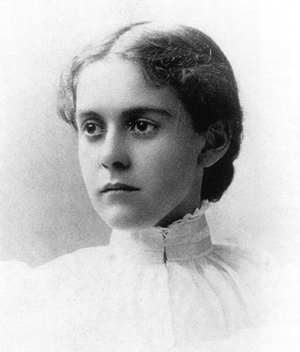
Hamilton el 1893 (24 anys), l'any de graduació a la Facultat de Medicina de la Universitat de Michigan

Els pares de Hamilton van educar a casa els seus fills des de ben petits. Seguint una tradició entre les dones de la família, Alice Hamilton va completar la seva educació primària a una escola per a noies a Farmington (Connecticut) de 1886 a 1888. A més d'ella, tres de les seves ties, tres cosines i les seves tres germanes van ser alumnes d'aquella escola.
Tot i que Hamilton havia portat una vida privilegiada a Fort Wayne, aspirava a oferir algun tipus de servei útil al món i va triar la medicina com a forma de mantenir-se econòmicament. Era una gran lectora i s'havia referit a la influència literària que va inclinar-la a la medicina, tot i que no havia rebut cap formació prèvia en ciència: «jo volia ser una metgessa missionera a Teheran, després d'haver estat fascinada per la descripció de Pèrsia a The Merv Oasis d' [Edmond] O'Donovan. Dubtava si mai podria ser prou bona com per ser una autèntica missionera, però si podia tenir cura de les persones malaltes, ho faria».
Després del seu retorn a Indiana des de l'escola de Connecticut, Hamilton va estudiar ciències amb un professor d'ensenyament secundari a Fort Wayne i anatomia al Fort Wayne College of Medicine durant un any abans de matricular-se a la Facultat de Medicina de la Universitat de Michigan el 1892. Allà va tenir l'oportunitat d'estudiar amb «un grup notable d'homes»: John Jacob Abel (farmacologia), William Henry Howell (fisiologia), Frederick George Novy (bacteriologia), Victor C. Vaughan (bioquímica) i George Dock (medicina). Durant el seu darrer any d'estudi va formar part del personal del Dr. Dock, fent rondes, fent històries clíniques i treballs de laboratori clínic. L'any 1893 va obtenir el títol de medicina.

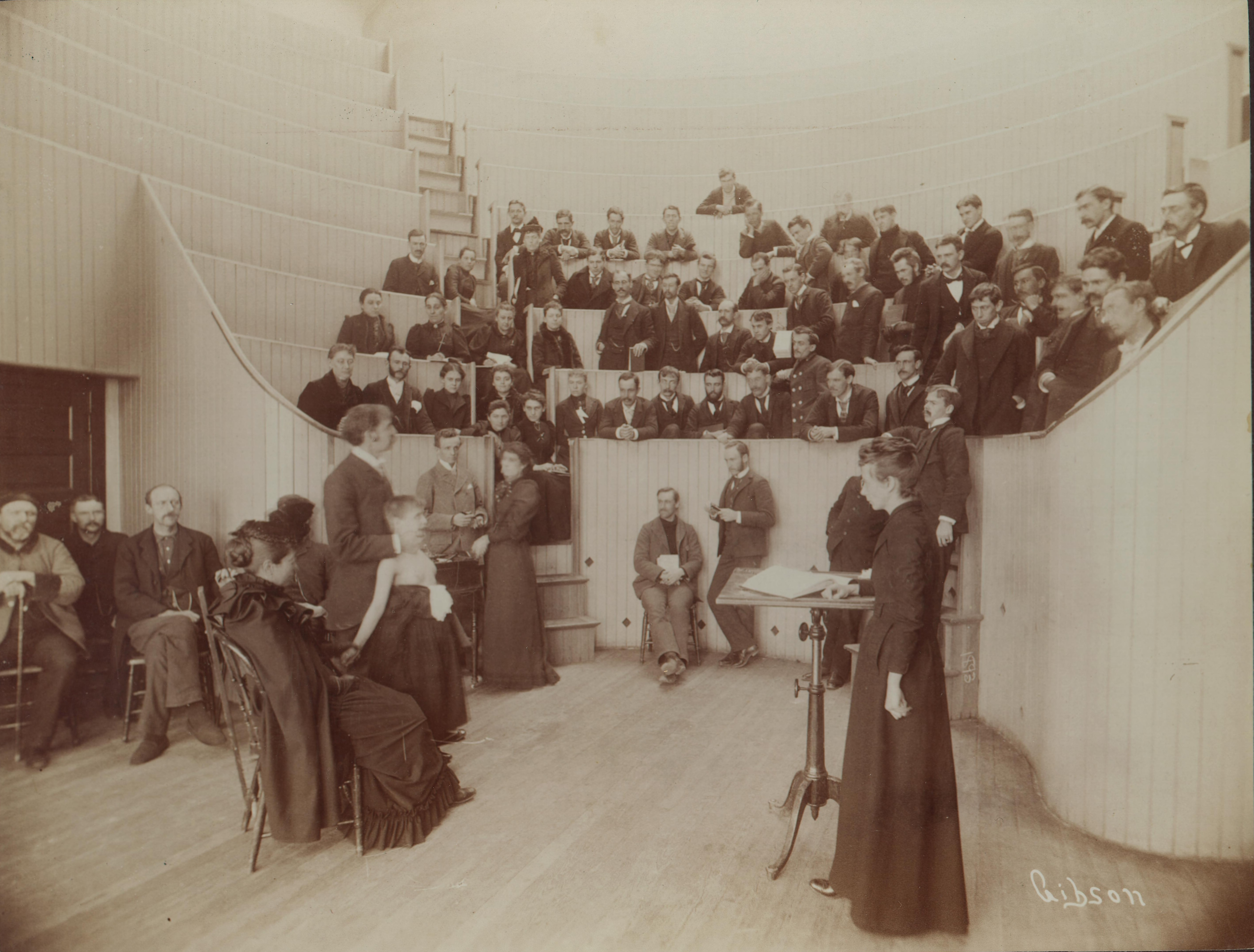
Alice Hamilton en una classe d'anatomia, ca. 1893

El curs 1893-1894, ja amb el títol de medicina, Hamilton va fer un internat a l'Hospital Northwestern per a dones i nens de Minneapolis i a l'Hospital per a dones i nens de Nova Anglaterra a Roxbury, un barri als afores de Boston (Massachusetts) per obtenir una mica d'experiència clínica. Ja havia decidit que no estava interessada per la medicina clínica i va tornar a la Universitat de Michigan el febrer de 1895 per estudiar-hi bacteriologia com a graduat resident i ajudant de laboratori de Frederick George Novy. També va començar a interessar-se per la salut pública.
La tardor de 1895, Alice Hamilton i la seva germana gran, Edith, van viatjar a Alemanya. Ella tenia previst estudiar-hi bacteriologia i patologia seguint el consell dels seus professors a Michigan, mentre que la seva germana tenia la intenció d'estudiar els clàssics i assistir a conferències. Les germanes Hamilton es van enfrontar a una certa oposició als seus esforços per estudiar a l'estranger. Encara que Alice Hamilton va ser ben rebuda a Frankfurt, les seves peticions per estudiar a Berlín van ser rebutjades i ambdues van experimentar alguns prejudicis contra les dones quan van estudiar a les universitats de Munic i Leipzig.
Quan Alice Hamilton va tornar als Estats Units el setembre de 1896, va continuar els estudis de postgrau durant un any a la Facultat de Medicina de Johns Hopkins University. Allà va treballar amb Simon Flexner en anatomia patològica. També va tenir l'oportunitat de ser alumna de William H. Welch i William Osler.

## Carrera professional

### Primers anys a la Hull House de Chicago
El 1897 Hamilton va acceptar una oferta per ser professora de patologia a la Facultat de Medicina de Dones (Woman's Medical School) de la Universitat Northwestern de Chicago (Illinois). Poc després del seu trasllat a Chicago, Hamilton va complir un desig que tenia des de feia molt de temps: viure a Hull House, una casa d'assentament (settlement house) fundada per la reformadora social Jane Addams i Ellen Gates Starr. Hamilton ensenyava i investigava a la Facultat de Medicina durant el dia, i també era molt activa a Hull House, on va residir de manera permanent des de 1897 fins a 1919. Sobre com Hull House l'havia ajudada a trobar el seu veritable jo, va escriure: «…va satisfer tots els anhels, la companyia, l'emoció de noves experiències, l'estimulació intel·lectual constant i la sensació d'estar atrapada en un gran moviment que va aconseguir la meva lleialtat entusiasta». Hamilton va ser metgessa personal de Jane Addams i també va ser voluntària a Hull House per ensenyar anglès i art. A més de dirigir els clubs d'esgrima i atletisme masculí, va dirigir una clínica de revisions pediàtriques i visitava els malalts a casa seva. També residien a Hull House la seva germana Norah, i una parella amiga. Hamilton va marxar de Chicago el 1919 en acceptar una plaça de professora ajudant a Harvard Medical School, però, fins a la seva mort, el 1935, cada any tornava a Hull House a la primavera i s'hi quedava diversos mesos.
Per la seva vinculació i treball a Hull House i vivint colze a colze amb els residents pobres de la comunitat, Hamilton va ser testimoni dels efectes que els oficis perillosos tenien sobre la salut dels treballadors mitjançant l'exposició al monòxid de carboni i la intoxicació per plom. Es va interessar cada cop més pels problemes a què s'enfrontaven els treballadors, especialment accidents i malalties professionals. Aquesta experiència també va fer que comencés a considerar com fusionar els seus interessos en la ciència mèdica i la reforma social per millorar la salut dels treballadors estatunidencs.
Quan la Woman's Medical School va tancar el 1902, Hamilton va ocupar un lloc com a bacteriòloga a l'Institut Memorial de Malalties Infeccioses, on va treballar amb Ludvig Hektoen, i va fer amistat amb la bacteriòloga Ruth Tunnicliffe. Hamilton va investigar una epidèmia de febre tifoide a Chicago abans de centrar la seva recerca en les malalties industrials. Algunes de les primeres investigacions de Hamilton en aquesta àrea van incloure intents d'identificar les causes de la febre tifoide i la tuberculosi a la comunitat que envolta Hull House.
L'estudi de la medicina industrial (malalties relacionades amb el treball) havia adquirit cada cop més importància perquè la revolució Industrial de finals del segle xix comportava nous perills en el lloc de treball. El 1907 Hamilton va començar a explorar la literatura existent a l'estranger i va adonar-se que la medicina industrial no s'estava estudiant gaire a Amèrica. Es va proposar canviar la situació i va publicar el seu primer article sobre el tema el 1908.

### Recerca mèdica
Hamilton va començar una llarga carrera en salut pública i seguretat en el treball el 1910, quan el governador d'Illinois Charles S. Deneen la va nomenar investigadora mèdica de la recentment creada Comissió d'Illinois sobre Malalties Ocupacionals. Hamilton va dirigir les investigacions de la comissió, que es van centrar en verins industrials com ara el plom i altres toxines. També va ser l'autora de l'Illinois Survey, un informe de la Comissió que documentava les conclusions sobre processos industrials que exposaven els treballadors a l'enverinament per plom i a altres malalties. Els esforços de la Comissió van donar lloc a l'aprovació de les primeres lleis per indemnitzar els treballadors a Illinois el 1911, a Indiana el 1915 i les lleis sobre malalties professionals a altres estats. Les noves lleis també obligaven els empresaris a prendre mesures de seguretat per protegir els treballadors.
El 1916 Hamilton era la principal autoritat dels Estats Units en intoxicació per plom. Durant la següent dècada, va investigar una sèrie de problemes per a diverses comissions de salut estatals i federals. Va centrar la seva recerca en els trastorns tòxics laborals, examinant els efectes de substàncies com ara colorants d'anilina, monòxid de carboni, mercuri, tetraetil plom, radi, benzè, disulfur de carboni i gasos de sulfur d'hidrogen. El 1925, en un congrés del Servei de Salut Pública sobre l'ús del plom a la gasolina, va declarar en contra de l'ús del plom i va advertir del perill que suposava per a les persones i per a l'ambient. No obstant això, es va permetre la gasolina amb plom. L'Agència de Protecció Ambiental dels Estats Units (EPA, de l'anglés Environmental Protection Agency) el 1988 va estimar que durant els seixanta anys anteriors, 68 milions d'infants van patir una alta exposició tòxica al plom dels combustibles que en duien.
El treball de Hamilton sobre la fabricació de blanc de plom i d'òxid de plom, com a investigadora especial de l'Oficina d'Estadística del Treball dels EUA, es considera un «estudi històric». Basant-se principalment en el treball de camp (visites personals a les fàbriques, entrevistes amb els treballadors i recopilació de detalls dels casos d'enverinament diagnosticats) i la ciència de laboratori emergent de la toxicologia, Hamilton va ser pionera en l'epidemiologia laboral i la higiene industrial. També va crear el camp especialitzat de la medicina industrial als Estats Units. Les seves troballes van ser científicament persuasives i van influir en reformes sanitàries radicals que van canviar les lleis i la pràctica general per millorar la salut dels treballadors.
Durant la Primera Guerra Mundial, l'exèrcit dels Estats Units va encarregar-li resoldre una misteriós trastorn de salut que afectava els treballadors d'una planta de municions a Nova Jersey. Hamilton va dirigir un equip que incloïa George Minot, professor de la Harvard Medical School. Va deduir que els treballadors estaven malalts pel contacte amb l'explosiu trinitrotoluè (TNT). Va recomanar que els treballadors portessin roba protectora per treure-la i rentar-la al final de cada torn, i això va solucionar el problema.
Els treballs de recerca més coneguts de Hamilton són els estudis sobre l'enverinament per monòxid de carboni entre els treballadors de la indústria siderúrgica, l'enverinament per mercuri dels barreters i «una condició debilitant de les mans desenvolupada pels treballadors que utilitzen martells pneumàtics». A petició del Departament de Treball dels EUA, també va investigar les indústries que intervenien en el desenvolupament d'explosius alts, «anèmia espàstica coneguda com a 'dits morts'» entre els talladors de pedra calcària de Bedford (Indiana), i la «incidència inusualment alta de tuberculosi pulmonar» entre els talladors de làpides que treballaven als molins de granit de Quincy (Massachusetts), i Barre (Vermont). Hamilton també va ser membre del Comitè per a la Investigació Científica de la Mortalitat per Tuberculosi en Oficis Polsesos, que «va establir les bases per a estudis posteriors i una reforma generalitzada a la indústria».

### Activista pels drets de les dones i per la pau

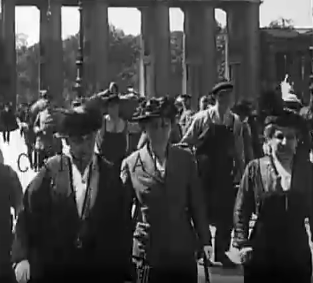
Jane Addams, Alice Hamilton i Aletta Jacobs a Berlín, maig 1915

Durant els seus anys a Hull House, Hamilton va participar en els moviments pels drets de les dones i la pau. Va viatjar amb Jane Addams i Emily Greene Balch al Congrés Internacional de Dones de l'Haia de 1915, on van conèixer Aletta Jacobs, una pacifista, feminista i sufragista neerlandesa. Les imatges històriques redescobertes mostren Addams, Hamilton i Jacobs davant la Porta de Brandenburg a Berlín el 24 de maig de 1915, durant una visita a Alemanya per reunir-se amb líders governamentals. També va visitar la Bèlgica ocupada pels alemanys.
Hamilton va tornar a Europa amb Addams el maig de 1919 per assistir al segon Congrés Internacional de Dones a Zuric. A més, Hamilton, Addams, Jacobs i la quàquera estatunidenca Carolena M. Wood van participar en una missió humanitària a Alemanya per distribuir ajuda alimentària i investigar informes sobre la fam.

### Professora ajudant a Harvard Medical School

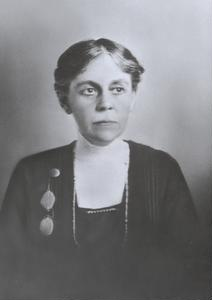
Alice Hamilton durant el seu primer any a Harvard, 1919

El gener de 1919, Hamilton va acceptar la plaça de professora ajudant en un Departament de Medicina Industrial recentment creat (després de 1925 va ser l'Escola de Salut Pública) a la Harvard Medical School. Era la primera dona entre el personal docent —en qualsevol disciplina— de la Universitat Harvard. El seu nomenament va ser anunciat pel New York Tribune amb el titular: «Una dona en el cos docent de Harvard: l'última ciutadella ha caigut, el sexe ha arribat pel seu compte». Ella va comentar: «Sí, sóc la primera dona en el cos docent de Harvard, però no la primera que hauria d'haver-hi estat nomenada!»
Durant els seus anys a Harvard, des de 1919 fins a la seva jubilació el 1935, Hamilton mai va rebre un ascens professional i només va tenir contractes de tres anys, que s'anaven renovant. A petició seva, els contractes de mitja jornada per als quals impartia un semestre a l'any li van permetre continuar la seva recerca i passar cada anys diversos mesos a Hull House. També es va enfrontar a la discriminació com a dona. Va ser exclosa de les activitats socials de Harvard, no va poder entrar al Sindicat de la universitat, ni assistir al Club del Professorat ni rebre una quota d'entrades de futbol. A més, no se li va permetre desfilar en les cerimònies de graduació de la universitat com ho feien els professors homes.
Hamilton va ser molt bona en recaptar fons per a la Universitat Harvard mentre continuava escrivint i fent recerca sobre les indústries perilloses. A més de publicar informes històrics per al Departament de Treball dels EUA sobre investigacions relacionades amb els treballadors de les mines de coure d'Arizona i els treballadors de les pedreres de pedra calcària d'Indiana, també va escriure Industrial Poisons in the United States (1925), el primer llibre de text sobre el tema publicat als Estats Units, i un altre llibre de text relacionat, Toxicologia industrial (1934). En un congrés sobre tetraetilplom a Washington, DC el 1925, Hamilton va ser molt crítica pel que fa a la pràctica d'afegir aquest compost de plom a la gasolina.
Hamilton també va ser una activista en favor de la reforma social. La seva posició amb relació a les llibertats civils, la pau, el control de la natalitat i la legislació laboral protectora per a les dones van fer que alguns dels seus crítics la consideressin «radical» i «subversiva». De 1924 a 1930, va ser l'única dona membre del Comitè de Salut de la Societat de Nacions. També va visitar la Unió Soviètica el 1924 i l'Alemanya nazi l'abril de 1933. Hamilton va escriure l'article «The Youth Who Are Hitler's Strength», que es va publicar a The New York Times, en què descrivia l'explotació nazi del jovent durant els anys entre les dues guerres mundials. També va criticar l'educació nazi, especialment la seva formació domèstica per a les noies.

## Últims anys, mort i llegat
Després de la seva jubilació de Harvard el 1935, Hamilton va ser consultora mèdica de la Divisió de Normes Laborals dels EUA, i va mantenir les seves connexions a Harvard com a professora emèrita. En el seu darrer estudi de camp, fet entre 1937 i 1938, va investigar la indústria del raió. A més, va presidir la National Consumers League de 1944 a 1949.
Des de 1935, Hamilton va viure a Hadlyme (Connecticut), a la casa que havia comprat el 1916 amb la seva germana, Margaret. Durant aquesta última fase de la seva vida va escriure molt. La seva autobiografia, Exploring the Dangerous Trades, es va publicar el 1943. Amb Harriet Louise Hardy també van revisar Industrial Toxicology (1949), el llibre de text publicat el 1934. Li agradava fer activitats de lleure com llegir, dibuixar i escriure, o passar temps amb la seva família i les seves amistats.
Alice Hamilton va morir d'un ictus a casa seva, a Hadlyme, el 22 de setembre de 1970, a l'edat de 101 anys. Tres mesos després de la seva mort, el 1970, el Congrés dels Estats Units va aprovar la Llei de seguretat i salut laboral per millorar la seguretat en el lloc de treball.

## Reconeixements i premis
- Hamilton va rebre títols honorífics de la Universitat de Michigan, el Mount Holyoke College i el Smith College.[51]
- Va ser inclosa al American Men in Science: A Biographical Dictionary (1906).
- El 1935 Eleanor Roosevelt va lliurar a Hamilton el Premi Nacional d'Assoliment de la Fraternitat de Dones Chi Omega.[52]
- El 1947 Hamilton va ser la primera dona a rebre el premi Albert Lasker al servei públic per les seves contribucions al servei públic.[51][53]
- El 1948 Hamilton va rebre els premis Donald E. Cummings Memorial de l' Associació Americana d'Higiene Industrial (AIHA). L'any 1993, l'AIHA va establir un premi en el seu honor per reconèixer les contribucions de dones destacades en l'àmbit de la higiene laboral i ambiental.[54]
- El 1956 va ser nomenada «Dona de l'any» en medicina per la revista Time.
- El 1973 Hamilton va ser inclosa pòstumament al National Women's Hall of Fame.[55]
- El 27 de febrer de 1987, l'Institut Nacional de Seguretat i Salut en el Treball va dedicar la seva instal·lació d'investigació com a Laboratori de Seguretat i Salut Laboral Alice Hamilton. L'institut també va començar a donar un premi Alice Hamilton anual per reconèixer la recerca científica d'excel·lència en el camp.[56]
- El 1995, el servei postal dels EUA va honrar les contribucions de Hamilton a la salut pública amb un segell postal commemoratiu de 55 centaus.[57]
- L'any 2000 la ciutat de Fort Wayne (Indiana) va erigir estàtues d'Alice, la seva germana, Edith, i la seva cosina, Agnes.[39]
- El 21 de setembre de 2002, l'American Chemical Society va designar Hamilton i el seu treball en toxicologia industrial com a National Historic Chemical Landmark en reconeixement de la seva tasca pionera en el desenvolupament de la medicina del treball.[18]
- La Divisió de Medicina Ocupacional i Ambiental de la Universitat de Califòrnia a San Francisco patrocina una conferència anual que duu el seu nom.[58] Des de 1997, la Societat Americana d'Història Ambiental atorga anualment el Premi Alice Hamilton al millor article publicat fora de la revista Environmental History.[59]
- El 26 de setembre de 2018, es va col·locar un bust d'Alice Hamilton al vestíbul de l' edifici François-Xavier Bagnoud de la Harvard TH Chan School of Public Health, i un altre bust, també de l'escultor local Robert Shure, es va col·locar a l'Atri de el Centre d'Educació Mèdica Tosteson de la Harvard Medical School.